# Erateina hyaloplaga
Erateina hyaloplaga är en fjärilsart som beskrevs av W. Warren 1905. Erateina hyaloplaga ingår i släktet Erateina och familjen mätare. Inga underarter finns listade i Catalogue of Life.